# St. Johannes Baptist (Regglisweiler)

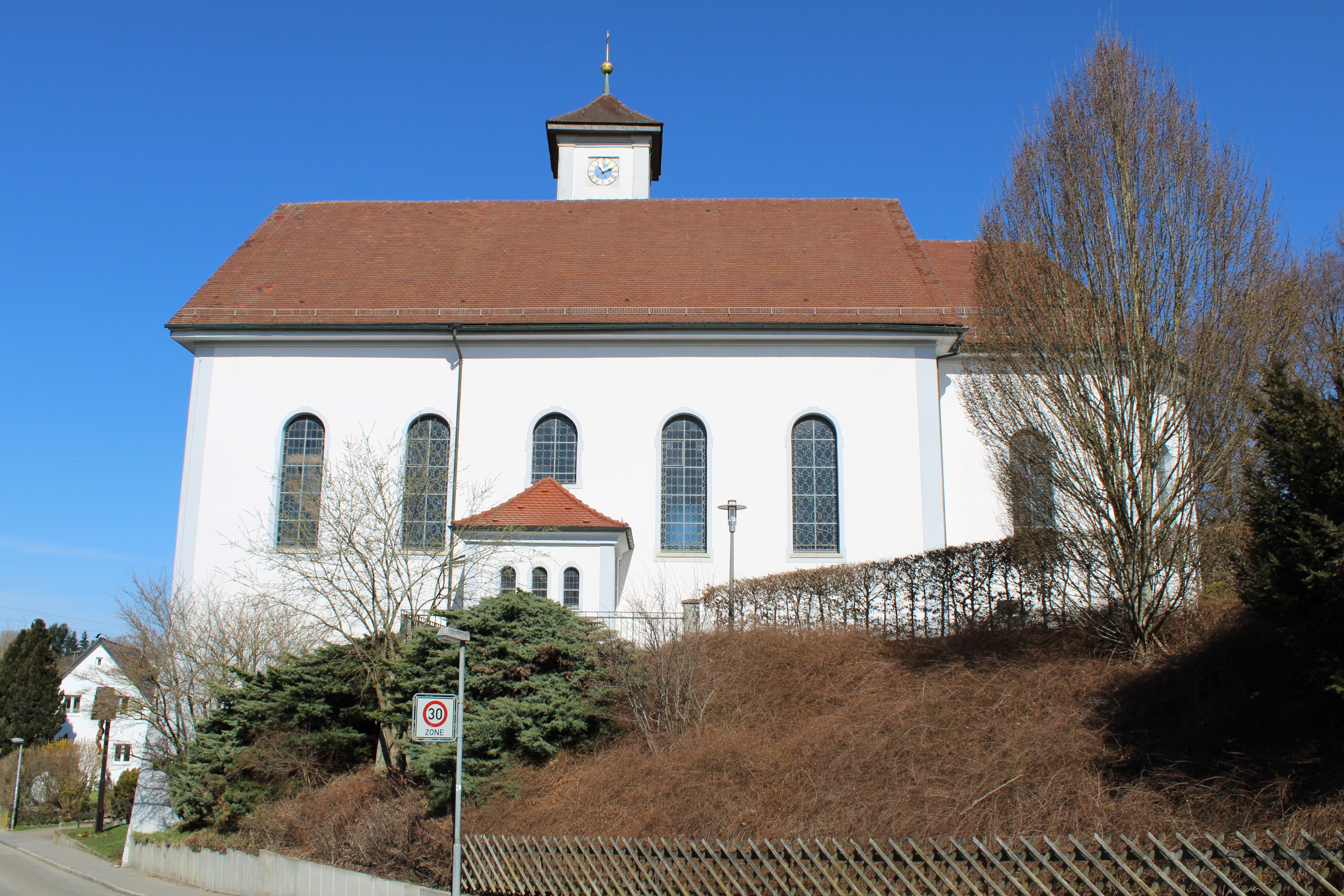
St. Johannes Baptist in Regglisweiler

Die römisch-katholische Pfarrkirche St. Johannes Baptist steht in Regglisweiler, einem Ortsteil der Gemeinde Dietenheim im Alb-Donau-Kreis in Baden-Württemberg. Die Kirchengemeinde gehört zum Dekanat Ehingen-Ulm der Diözese Rottenburg-Stuttgart. Das Bauwerk ist beim Landesamt für Denkmalpflege Baden-Württemberg als Baudenkmal eingetragen. Kirchenpatron ist Johannes der Täufer. 

## Beschreibung
Die Saalkirche wurde 1841 anstelle eines barocken Vorgängerbaus errichtet. Sie besteht aus einem Langhaus, einem eingezogenen, dreiseitig geschlossenen Chor im Osten und einem Kirchturm, der die Nordwand des Langhauses flankiert, dessen oberstes Geschoss die Turmuhr und den Glockenstuhl beherbergt, und der mit einem Pyramidendach bedeckt ist.
Der Innenraum wurde 1870 mit einer Deckenmalerei im Stil der Nazarener versehen. Von Konrad Huber stammt ein Leinwandgemälde, auf dem die Taufe Jesu dargestellt ist. Die Orgel wurde 1945 als Opus 199 von der Reiser Orgelbau errichtet.